# Pseudomaro aenigmaticus
Pseudomaro aenigmaticus Denis, 1966 è un ragno appartenente alla famiglia Linyphiidae. È la specie tipo del genere Pseudomaro.

## Biologia
Questo ragno è mirmecofilo, cioè vive in associazione con le formiche; in particolare è stata osservata nei nidi di Lasius flavus (Fabricius, 1782).

## Distribuzione
La specie è stata rinvenuta in varie località della regione paleartica.

## Tassonomia
Al 2012 non sono note sottospecie e non sono stati esaminati nuovi esemplari dal 1996.